# Theo Rossi
John Theodore "Theo" Rossi (nascido em 4 de junho de 1975) é um ator e produtor americano mais conhecido por seu papel de Juan Carlos "Juice" Ortiz na série de televisão da FX, Sons of Anarchy, e Hernan "Shades" Alvarez em Luke Cage.

## Início da vida
Rossi nasceu em Staten Island, Cidade de Nova Iorque, Nova Iorque. Rossi estudou interpretação no Lee Strasberg Theatre Institute, em Nova York, onde ele apareceu em várias produções de teatro no curto espaço de tempo em que ele estava lá.
Rossi frequentou o SUNY Albany durante 1994-1998.

## Carreira
Theo Rossi é conhecido por sua interpretação de Juan Carlos "Juice" Ortiz na série da FX Sons of Anarchy. A sua companhia de produção, Dos Dudes Pictures, produziu a sua primeira longa-metragem em 2014,  Bad Hurt, em que Rossi também estrela ao lado de Karen Allen e Michael Harney.
Rossi tem aparecido em programas de televisão como Law and Order: SVU, Hawaii Five-O, Las Vegas, The Unit, Jericho, Bones,  Without a Trace, Veronica Mars, NYPD Blue, CSI:Miami, Lie to Me, e Lost. Ele teve papéis recorrentes em Heist, American Dreams, e Terminator: The Sarah Connor Chronicles.
Seus filmes incluem Cloverfield, Code Breakers, House of the Dead 2: Dead Aim, Red Sands, Red Sands, The Informers, Kill Theory, Fencewalker, e Meth Head.
Em 2016, Rossi atuou como Hernan "Shades" Alvarez em Luke Cage.

## Vida Pessoal
Além de atuar e desenvolver outros projetos, Rossi envolve-se com os homens e as mulheres das forças armadas, com colegas de Sons of Anarchy co-estrelas Kim Coates, Dayton Callie and Ron Perlman. Uma vez que Rossi é um embaixador na Boot Campaign, Ele trabalha diretamente com várias organizações que ajudam a arrecadar dinheiro para soldados feridos e aqueles que retornam com transtorno de estresse pós-traumático (PTSD). Ao longo da temporada baixa, Rossi viaja para diferentes bases para visitar homens e mulheres dos EUA regularmente. Ele também ajudou na organização do evento anual Boot Ride que beneficia a Boot Campaign, dando aos fãs a chance de passar um dia com o elenco de Sons of Anarchy cast enquanto arrecadava dinheiro para veteranos militares dos EUA.
Além de apoiar numerosas instituições de caridade em todo o país e em sua base de New York City,  Dentro de dias do Furacão Sandy atingindo Staten Island, Rossi, com outros amigos e familiares, fundou Staten Strong, um programa administrado pela Boot Campaign.Staten Strong reconstruiu três casas para vítimas do Furacão Sandy em Staten Island.
Rossi também é um defensor da  The Humane Society of the United States.
Rossi é casado com Meghan McDermott. O casal recebeu seu primeiro filho, um filho chamado Kane Alexander Rossi, em 8 de junho de 2015. Em 9 de Maio de 2017, foi anunciado que Rossi estava esperando um segundo filho com sua esposa.

## Filmografia

### Filme
| Ano  | Título                | Papel                     | Notas                                                                          |
| ---- | --------------------- | ------------------------- | ------------------------------------------------------------------------------ |
| 2001 | The Myersons          | Montilli                  |                                                                                |
| 2003 | The Challenge         | Anthony                   |                                                                                |
| 2004 | Buds for Life         | Teddy                     |                                                                                |
| 2008 | Cloverfield           | Antonio                   |                                                                                |
| 2008 | Kill Theory           | Carlos                    |                                                                                |
| 2009 | The Informers         | Spaz                      |                                                                                |
| 2009 | Red Sands             | Pfc. Tino Hull            |                                                                                |
| 2009 | Space                 | Mike                      | Curta-metragem                                                                 |
| 2013 | Meth Head             | Carlos                    |                                                                                |
| 2016 | Bad Hurt              | Todd                      | Também produtor; Sunscreen Film Festival West Award for Best Narrative Feature |
| 2016 | When the Bough Breaks | Mike Mitchell             |                                                                                |
| 2017 | Lowriders             | Francisco “Ghost” Alvarez |                                                                                |
| 2018 | Ghosts of War         | Kirk                      | Pós-produção                                                                   |

### Televisão
| Ano     | Título                                   | Papel                     | Notas                                    |
| ------- | ---------------------------------------- | ------------------------- | ---------------------------------------- |
| 2001–02 | Boston Public                            | Brandon Webber            | 2 episódios                              |
| 2002    | Big Shot: Confessions of a Campus Bookie | The Mook                  | Telefilme                                |
| 2002    | Malcolm in the Middle                    | Senior                    | Episódio: "Humilithon"                   |
| 2004    | NYPD Blue                                | Pete Amici                | Episódio: "Chatty Chatty Bang Bang"      |
| 2004    | Medical Investigation                    | Joe Vasquez               | Episódio: "Coming Home"                  |
| 2004    | American Dreams                          | Bobby Santos              | 2 episódios                              |
| 2005    | Blind Justice                            | Eric Fitzgerald           | Episódio: "Rub a Tub Tub"                |
| 2005    | Veronica Mars                            | Norris Clayton            | Episódio: "Weapons of Class Destruction" |
| 2005    | House of the Dead 2                      | Greg Berlin               | Telefilme                                |
| 2005    | Code Breakers                            | Desantis                  | Telefilme                                |
| 2006    | Jane Doe: Yes, I Remember It Well        | Antonio Ruiz              | Telefilme                                |
| 2006    | Without A Trace                          | Corey Williams            | Episódio: "Odds or Evens"                |
| 2006    | Lost                                     | Sgt. Buccelli             | Episódio: "One of Them"                  |
| 2006    | Heist                                    | Vinny Momo                | 2 episódios                              |
| 2006    | The Unit                                 | Mike                      | Episódio: "Unannounced"                  |
| 2006    | Bones                                    | Nick Arno                 | Episódio: "The Woman in the Sand"        |
| 2006    | Jericho                                  | Randy Payton              | 2 episódios                              |
| 2007    | Nurses                                   | Unsold Pilot              |                                          |
| 2007    | Shark                                    | Danny Vargas              | Episódio: "Here Comes the Judge"         |
| 2007    | Las Vegas                                | Jason Scott               | 2 episódios                              |
| 2007    | Grey's Anatomy                           | Stan Giamatti             | 2 episódios                              |
| 2008–14 | Sons of Anarchy                          | Juan Carlos "Juice" Ortiz | 85 episódios                             |
| 2009    | Terminator: The Sarah Connor Chronicles  | Lieutenant Dietze         | 2 episódios                              |
| 2009    | CSI: Miami                               | Jimmy Castigan            | Episódio: "Dissolved"                    |
| 2010    | Lie To Me                                | Officer Tressler          | Episódio: "Teacher and Pupils"           |
| 2012    | Hawaii Five-0                            | Sal Painter               | Episódio: "Mai Ka Wa Kahiko"             |
| 2012    | Alcatraz                                 | Sonny Burnett             | 2 episódios                              |
| 2013    | Law & Order: Special Victims Unit        | Enrique Rodriguez         | Episódio: "Presumed Guilty"              |
| 2016    | Luke Cage                                | Hernan "Shades" Alvarez   | Papel regular                            |
| 2021    | True Story                               | Gene                      |                                          |

2024.     Pinguim.         Dr Julian Ruch

## Ligações Externas
- Theo Rossi. no IMDb.